# Lista atacurilor cu rachete din invazia Rusiei în Ucraina (decembrie 2022)
Acesta este segmentul din decembrie 2022 al listei atacurilor cu rachete executate de toate părțile implicate în invazia Rusiei în Ucraina din 2022. Sunt enumerate doar atacurile certificate în surse de încredere, țintele cărora sunt sau sunt considerate a fi obiective militare sau de infrastructură. Nu sunt enumerate loviturile cu rachete neghidate efectuate de forțele de aviație, artilerie, sisteme de lansare multiplă și sisteme S-300.
Drapelele din coloana „obiectiv lovit” semnifică țara care deținea controlul asupra obiectivului respectiv. Obiectivele lovite nu sunt în mod necesar cele țintite – în unele cazuri, se referă la locul căderii rachetelor care s-au prăbușit în zbor sau au fost distruse de sisteme anti-rachetă.
Pagina principală: Lista atacurilor cu rachete din invazia Rusiei în Ucraina (2022–prezent). Listele pe luni:
- 2022 – ian · feb · mar · apr · mai · iun · iul · aug · sep · oct · noi · dec
- 2023 – ian · feb · mar · apr · mai · iun

## Decembrie 2022
| Atacuri executate de partea ucraineană | Atacuri executate de partea ucraineană | Atacuri executate de partea ucraineană | Atacuri executate de partea ucraineană                                               | Atacuri executate de partea ucraineană           | dată                                             | Atacuri executate de partea rusă | Atacuri executate de partea rusă | Atacuri executate de partea rusă | Atacuri executate de partea rusă | Atacuri executate de partea rusă                           |  |
| regiune                                | localitate                             | tipul rachetei                         | interceptate                                                                         | obiective lovite                                 | dată                                             | regiune                          | localitate                       | tipul rachetei                   | interceptate                     | obiective lovite victime: uciși \| răniți                  |  |
| -------------------------------------- | -------------------------------------- | -------------------------------------- | ------------------------------------------------------------------------------------ | ------------------------------------------------ | ------------------------------------------------ | -------------------------------- | -------------------------------- | -------------------------------- | -------------------------------- | ---------------------------------------------------------- |  |
| regiunea Luhansk                       | Svatove                                | M31                                    | 0/3                                                                                  | neidentificat                                    | 01.12.2022                                       |                                  |                                  |                                  |                                  |                                                            |  |
| regiunea Donețk                        | Ilovaisk                               | M31                                    | 0/2                                                                                  | infrastructură feroviară                         | 01.12.2022                                       |                                  |                                  |                                  |                                  |                                                            |  |
| regiunea Zaporijjea                    | Iasne                                  | M31                                    | —                                                                                    | infrastructură militară                          | 01.12.2022                                       |                                  |                                  |                                  |                                  |                                                            |  |
| regiunea Donețk                        | Șahtarsk                               | —                                      | —                                                                                    | depozit petrolier                                | 02.12.2022                                       | regiunea Zaporijjea              | Zaporijjea                       | —                                | —                                | obiect de infrastructură victime: 0 \| 0                   |  |
| regiunea Donețk                        | Snijne                                 | —                                      | —                                                                                    | infrastructură militară                          | 03.12.2022                                       | regiunea Donețk                  | Kramatorsk                       | —                                | 0/4                              | infrastructură industrială victime: 0 \| 0                 |  |
| regiunea Donețk                        | Donețk                                 | AGM-88 HARM⁠(d)                         | —                                                                                    | neidentificat                                    | 03.12.2022                                       |                                  |                                  |                                  |                                  |                                                            |  |
| regiunea Luhansk                       | Alcevsk                                | M31                                    | 0/6                                                                                  | infrastructură militară                          | 04.12.2022                                       |                                  |                                  |                                  |                                  |                                                            |  |
| regiunea Luhansk                       | Alcevsk                                | M31                                    | —                                                                                    | infrastructură militară                          | 05.12.2022                                       | regiunea Dnipropetrovsk          | Krivoi Rog                       | Iskander⁠(d)                      | 0/3                              | infrastructură industrială victime: 1 \| 3                 |  |
|                                        |                                        |                                        |                                                                                      |                                                  | 05.12.2022                                       | regiunea Vinița                  | regiunea Vinița                  | —                                | 60/70                            | infrastructură energetică                                  |  |
| regiunea Kiev                          | regiunea Kiev                          | —                                      |                                                                                      |                                                  | 05.12.2022                                       |                                  |                                  |                                  | 60/70                            | infrastructură energetică                                  |  |
| regiunea Odesa                         | Arciz                                  | —                                      |                                                                                      |                                                  | 05.12.2022                                       |                                  |                                  |                                  | 60/70                            | infrastructură energetică                                  |  |
| Ucraina                                | Ucraina                                | —                                      | interceptare de apărarea anti-rachetă a Ucrainei                                     |                                                  | 05.12.2022                                       |                                  |                                  |                                  | 60/70                            |                                                            |  |
| regiunea Luhansk                       | Starobilsk                             | M31                                    | 0/2                                                                                  | infrastructură feroviară                         | 06.12.2022                                       | regiunea Donețk                  | Kramatorsk                       | Iskander⁠(d)                      | 0/4                              | infrastructură industrială și civilă                       |  |
| regiunea Zaporijjea                    | Tokmak                                 | —                                      | —                                                                                    | infrastructură militară                          | 06.12.2022                                       | regiunea Dnipropetrovsk          | Krivoi Rog                       | —                                | —                                | infrastructură industrială                                 |  |
| regiunea Donețk                        | Donețk                                 | AGM-88 HARM⁠(d)                         | —                                                                                    | neidentificat                                    | 07.12.2022                                       |                                  |                                  |                                  |                                  |                                                            |  |
| regiunea Donețk                        | Șahtarsk                               | —                                      | —                                                                                    | infrastructură militară                          | 07.12.2022                                       |                                  |                                  |                                  |                                  |                                                            |  |
| regiunea Donețk                        | Volnovaha                              | —                                      | —                                                                                    | infrastructură feroviară                         | 07.12.2022                                       |                                  |                                  |                                  |                                  |                                                            |  |
| regiunea Zaporijjea                    | Berdeansk                              | —                                      | —                                                                                    | infrastructură militară                          | 07.12.2022                                       |                                  |                                  |                                  |                                  |                                                            |  |
| regiunea Luhansk                       | Pervomaisk                             | M31                                    | 0/3                                                                                  | neidentificat                                    | 08.12.2022                                       |                                  |                                  |                                  |                                  |                                                            |  |
| regiunea Herson                        | Ceaplînka                              | —                                      | —                                                                                    | neidentificat                                    | 08.12.2022                                       |                                  |                                  |                                  |                                  |                                                            |  |
| regiunea Zaporijjea                    | Berdeansk                              | —                                      | 0/3                                                                                  | infrastructură militară                          | 08.12.2022                                       |                                  |                                  |                                  |                                  |                                                            |  |
| regiunea Zaporijjea                    | Berdeansk                              | —                                      | —                                                                                    | infrastructură militară                          | 09.12.2022                                       |                                  |                                  |                                  |                                  |                                                            |  |
| regiunea Herson                        | regiunea Herson                        | M31                                    | —                                                                                    | radar mobil                                      | 09.12.2022                                       |                                  |                                  |                                  |                                  |                                                            |  |
| regiunea Herson                        | Ceaplînka                              | —                                      | —                                                                                    | infrastructură militară                          | 10.12.2022                                       |                                  |                                  |                                  |                                  |                                                            |  |
| regiunea Zaporijjea                    | Melitopol                              | M31                                    | 0/10                                                                                 | infrastructură militară                          | 10.12.2022                                       |                                  |                                  |                                  |                                  |                                                            |  |
| regiunea Zaporijjea                    | Tokmak                                 | —                                      | —                                                                                    | infrastructură militară                          | 10.12.2022                                       |                                  |                                  |                                  |                                  |                                                            |  |
| regiunea Luhansk                       | Svatove                                | M31                                    | —                                                                                    | neidentificat                                    | 10.12.2022                                       |                                  |                                  |                                  |                                  |                                                            |  |
| regiunea Luhansk                       | Novopskov                              | M31                                    | —                                                                                    | neidentificat                                    | 10.12.2022                                       |                                  |                                  |                                  |                                  |                                                            |  |
| regiunea Luhansk                       | Kadiivka                               | —                                      | —                                                                                    | infrastructură militară                          | 11.12.2022                                       |                                  |                                  |                                  |                                  |                                                            |  |
| regiunea Belgorod                      | regiunea Belgorod                      | —                                      | —                                                                                    | neidentificat                                    | 12.12.2022                                       | regiunea Donețk                  | Kosteantînivka                   | —                                | —                                | infrastructură civilă                                      |  |
| regiunea Zaporijjea                    | Melitopol                              | —                                      | —                                                                                    | neidentificat                                    | 12.12.2022                                       |                                  |                                  |                                  |                                  |                                                            |  |
| regiunea Zaporijjea                    | Tokmak                                 | —                                      | —                                                                                    | neidentificat                                    | 12.12.2022                                       |                                  |                                  |                                  |                                  |                                                            |  |
|                                        |                                        |                                        |                                                                                      |                                                  | 13.12.2022                                       | regiunea Donețk                  | Kramatorsk                       | —                                | —                                | instituție de învățământ superior                          |  |
| regiunea Luhansk                       | Kadiivka                               | —                                      | —                                                                                    | depozit de muniții                               | 15.12.2022                                       | regiunea Zaporijjea              | Orihiv                           | —                                | 0/2                              | infrastructură civilă victime: 0 \| 2                      |  |
| regiunea Luhansk                       | Irmino                                 | —                                      | —                                                                                    | depozit de muniții                               | 15.12.2022                                       |                                  |                                  |                                  |                                  |                                                            |  |
| regiunea Herson                        | Zaliznîi Port                          | —                                      | —                                                                                    | infrastructură militară                          | 15.12.2022                                       |                                  |                                  |                                  |                                  |                                                            |  |
| regiunea Herson                        | Skadovsk                               | —                                      | —                                                                                    | infrastructură militară                          | 15.12.2022                                       |                                  |                                  |                                  |                                  |                                                            |  |
| regiunea Luhansk                       | Lantrativka                            | M31                                    | —                                                                                    | infrastructură militară                          | 16.12.2022                                       | Kiev                             | Kiev                             | —                                | 60/76                            | infrastructură energetică și civilă                        |  |
|                                        |                                        |                                        |                                                                                      |                                                  | 16.12.2022                                       | regiunea Kiev                    | regiunea Kiev                    | —                                | 60/76                            | infrastructură energetică și civilă                        |  |
| regiunea Jîtomîr                       | Korosten                               | —                                      |                                                                                      |                                                  | 16.12.2022                                       |                                  |                                  |                                  | 60/76                            | infrastructură energetică și civilă                        |  |
| regiunea Dnipropetrovsk                | regiunea Dnipropetrovsk                | —                                      |                                                                                      |                                                  | 16.12.2022                                       |                                  |                                  |                                  | 60/76                            | infrastructură energetică și civilă                        |  |
| regiunea Dnipropetrovsk                | Krivoi Rog                             | —                                      | infrastructură civilă victime: 5 \| 8                                                |                                                  | 16.12.2022                                       |                                  |                                  |                                  | 60/76                            |                                                            |  |
| Ucraina                                | Ucraina                                | —                                      | interceptare de apărarea anti-rachetă a Ucrainei                                     |                                                  | 16.12.2022                                       |                                  |                                  |                                  | 60/76                            |                                                            |  |
| regiunea Volgograd                     | raionul Elan⁠(d)                        | H-101⁠(d)                               | 0/2+                                                                                 | extravilan                                       | 16.12.2022                                       |                                  |                                  |                                  |                                  |                                                            |  |
| regiunea Luhansk                       | Șceastea                               | M31                                    | —                                                                                    | neidentificat                                    | 17.12.2022                                       | regiunea Odesa                   | regiunea Odesa                   | Oniks⁠(d)                         | 2/2                              | interceptare de apărarea anti-rachetă a Ucrainei           |  |
|                                        |                                        |                                        |                                                                                      |                                                  | 17.12.2022                                       | regiunea Donețk                  | Kramatorsk                       | —                                | —                                | infrastructură civilă victime: 0 \| 0                      |  |
| regiunea Donețk                        | Kuteinîkove⁠(d)                         | M31                                    | 0/4                                                                                  | infrastructură industrială                       | 18.12.2022                                       |                                  |                                  |                                  |                                  |                                                            |  |
| regiunea Luhansk                       | Alcevsk                                | M31                                    | —                                                                                    | infrastructură militară                          | 18.12.2022                                       |                                  |                                  |                                  |                                  |                                                            |  |
| regiunea Belgorod                      | Belgorod                               | —                                      | —                                                                                    | neidentificat                                    | 18.12.2022                                       |                                  |                                  |                                  |                                  |                                                            |  |
| regiunea Zaporijjea                    | Berdeansk                              | —                                      | —                                                                                    | neidentificat                                    | 19.12.2022                                       |                                  |                                  |                                  |                                  |                                                            |  |
| regiunea Herson                        | Cionhar                                | —                                      | —                                                                                    | infrastructură militară                          | 19.12.2022                                       |                                  |                                  |                                  |                                  |                                                            |  |
| regiunea Belgorod                      | Șebekino⁠(d)                            | —                                      | —                                                                                    | infrastructură energetică                        | 19.12.2022                                       |                                  |                                  |                                  |                                  |                                                            |  |
| regiunea Luhansk                       | Novoselivka                            | M31                                    | —                                                                                    | neidentificat                                    | 19.12.2022                                       |                                  |                                  |                                  |                                  |                                                            |  |
|                                        |                                        |                                        |                                                                                      |                                                  | 20.12.2022                                       | regiunea Harkov                  | regiunea Harkov                  | —                                | 0/2+                             | infrastructură petrolieră și de gazificare victime: 0 \| 0 |  |
| 21.12.2022                             | regiunea Mîkolaiiv                     | Oceac                                  | —                                                                                    | 0/1                                              | infrastructură civilă victime: 0 \| 2            |                                  |                                  |                                  |                                  |                                                            |  |
| 22.12.2022                             | regiunea Odesa                         | regiunea Odesa                         | H-59⁠(d)                                                                              | 1/1                                              | interceptare de apărarea anti-rachetă a Ucrainei |                                  |                                  |                                  |                                  |                                                            |  |
| 22.12.2022                             | regiunea Donețk                        | Kramatorsk                             | —                                                                                    | 0/2                                              | infrastructură industrială și civilă             |                                  |                                  |                                  |                                  |                                                            |  |
| regiunea Herson                        | Skadovsk                               | —                                      | —                                                                                    | neidentificat                                    | 23.12.2022                                       |                                  |                                  |                                  |                                  |                                                            |  |
| regiunea Zaporijjea                    | Tokmak                                 | —                                      | —                                                                                    | infrastructură militară                          | 23.12.2022                                       |                                  |                                  |                                  |                                  |                                                            |  |
| regiunea Luhansk                       | Bilokurakîne                           | M31                                    | —                                                                                    | neidentificat                                    | 24.12.2022                                       | regiunea Zaporijjea              | raionul Zaporijjea               | —                                | 0/2+                             | infrastructură civilă victime: 0 \| 0                      |  |
| regiunea Luhansk                       | Polovînkîne                            | M31                                    | —                                                                                    | neidentificat                                    | 24.12.2022                                       |                                  |                                  |                                  |                                  |                                                            |  |
| regiunea Luhansk                       | Rubijne                                | M31                                    | —                                                                                    | neidentificat                                    | 24.12.2022                                       |                                  |                                  |                                  |                                  |                                                            |  |
| regiunea Luhansk                       | Mîhailivka                             | M31                                    | —                                                                                    | neidentificat                                    | 25.12.2022                                       | regiunea Donețk                  | Kramatorsk                       | —                                | 0/3                              | infrastructură industrială victime: 0 \| 0                 |  |
| regiunea Herson                        | regiunea Herson                        | M31                                    | —                                                                                    | personal militar                                 | 27.12.2022                                       |                                  |                                  |                                  |                                  |                                                            |  |
| regiunea Herson                        | Ceaplînka                              | —                                      | —                                                                                    | neidentificat                                    | 28.12.2022                                       | regiunea Harkov                  | Harkov                           | —                                | —                                | infrastructură civilă victime: 0 \| 1                      |  |
| regiunea Luhansk                       | Pervomaisk                             | M31                                    | —                                                                                    | neidentificat                                    | 29.12.2022                                       | regiunea Liov                    | regiunea Liov                    | —                                | 54/69                            | infrastructură energetică                                  |  |
|                                        |                                        |                                        |                                                                                      |                                                  | 29.12.2022                                       | regiunea Ivano-Frankivsk         | regiunea Ivano-Frankivsk         | —                                | 54/69                            | clădire de locuit                                          |  |
| regiunea Kiev                          | regiunea Kiev                          | —                                      | infrastructură energetică                                                            |                                                  | 29.12.2022                                       |                                  |                                  |                                  | 54/69                            |                                                            |  |
| regiunea Odesa                         | regiunea Odesa                         | —                                      | infrastructură energetică                                                            |                                                  | 29.12.2022                                       |                                  |                                  |                                  | 54/69                            |                                                            |  |
| Ucraina                                | Ucraina                                | —                                      | interceptare de apărarea anti-rachetă a Ucrainei; unele fragmente au provocat pagube |                                                  | 29.12.2022                                       |                                  |                                  |                                  | 54/69                            |                                                            |  |
| Crimeea                                | Djankoi                                | —                                      | —                                                                                    | au explodat din motive necunoscute               | 29.12.2022                                       |                                  |                                  |                                  |                                  |                                                            |  |
| regiunea Belgorod                      | Belgorod                               | —                                      | —                                                                                    | au explodat din motive necunoscute               | 29.12.2022                                       |                                  |                                  |                                  |                                  |                                                            |  |
| regiunea Volgograd                     | regiunea Volgograd                     | H-101⁠(d)                               | 0/1                                                                                  | extravilan                                       | 29.12.2022                                       |                                  |                                  |                                  |                                  |                                                            |  |
| regiunea Harkov                        | regiunea Harkov                        | —                                      | —                                                                                    | infrastructură critică (repetat) victime: 2 \| ? | 29.12.2022                                       |                                  |                                  |                                  |                                  |                                                            |  |
| regiunea Herson                        | Henicesk                               | —                                      | —                                                                                    | infrastructură militară                          | 30.12.2022                                       |                                  |                                  |                                  |                                  |                                                            |  |
| regiunea Luhansk                       | Alcevsk                                | M31                                    | 0/12                                                                                 | infrastructură militară                          | 30.12.2022                                       |                                  |                                  |                                  |                                  |                                                            |  |
| regiunea Luhansk                       | Breanka                                | M31                                    | —                                                                                    | neidentificat                                    | 30.12.2022                                       |                                  |                                  |                                  |                                  |                                                            |  |
| regiunea Luhansk                       | Hirske                                 | M31                                    | —                                                                                    | infrastructură militară                          | 30.12.2022                                       |                                  |                                  |                                  |                                  |                                                            |  |
| regiunea Donețk                        | Donețk                                 | M31                                    | 0/6                                                                                  | neidentificat                                    | 30.12.2022                                       |                                  |                                  |                                  |                                  |                                                            |  |
| regiunea Donețk                        | Șahtarsk                               | M31                                    | —                                                                                    | infrastructură militară                          | 30.12.2022                                       |                                  |                                  |                                  |                                  |                                                            |  |
| regiunea Luhansk                       | Pervomaisk                             | M31                                    | —                                                                                    | infrastructură militară                          | 31.12.2022                                       | Kiev                             | Kiev                             | —                                | 0/8                              | infrastructură civilă                                      |  |
| regiunea Donețk                        | Makiivka                               | M31                                    | —                                                                                    | infrastructură militară                          | 31.12.2022                                       | regiunea Hmelnîțkîi              | Hmelnîțkîi                       | —                                | 0/8                              | infrastructură civilă                                      |  |
| regiunea Donețk                        | Șahtarsk                               | —                                      | —                                                                                    | infrastructură militară                          | 31.12.2022                                       | Ucraina                          | Ucraina                          | —                                | 12/12                            | interceptare de apărarea anti-rachetă a Ucrainei           |  |
|                                        |                                        |                                        |                                                                                      |                                                  | 31.12.2022                                       | regiunea Volgograd               | regiunea Volgograd               | —                                | —                                | unele fragmente s-au prăbușit pe clădiri de locuit         |  |
| regiunea Cernihiv                      | regiunea Cernihiv                      | Iskander⁠(d)                            | —                                                                                    | infrastructură militară victime: 0 \| ?          | 31.12.2022                                       |                                  |                                  |                                  |                                  |                                                            |  |
| regiunea Mîkolaiiv                     | Nicolaev                               | Iskander⁠(d)                            | 0/6                                                                                  | clădiri de locuit                                | 31.12.2022                                       |                                  |                                  |                                  |                                  |                                                            |  |